# 9381 Ліон
9381 Ліон (9381 Lyon) — астероїд головного поясу, відкритий 15 вересня 1993 року.
Тіссеранів параметр щодо Юпітера — 3,250.